# Ian Gibbons (bioquímico)
Ian Gibbons (6 de marzo de 1946-23 de mayo de 2013) fue un bioquímico e investigador británico de biología molecular que ejerció de director científico de la empresa estadounidense Theranos, fundada por Elizabeth Holmes. Durante más de 30 años investigó en el campo de la terapéutica médica y las pruebas diagnósticas, antes de incorporarse a Theranos en 2005. Gibbons intentó exponer a la dirección de Theranos los problemas de imprecisión de sus dispositivos de análisis.
En 2013, la noche anterior a su comparecencia en un juicio relacionado con Theranos, Gibbons ingirió intencionadamente una sobredosis de paracetamol. Fue hospitalizado durante varios días y murió de una insuficiencia hepática. La empresa Theranos colapsó en 2018 después de que el periodista John Carreyrou revelara en The Wall Street Journal que sus dispositivos de análisis de sangre supuestamente revolucionarios, que sólo requerían un pinchazo de sangre en el dedo, nunca habían funcionado como se aseguraba. Aunque Gibbons había intentado informar a sus superiores en Theranos, entre ellos a Holmes, de los fallos de su tecnología, los directivos de la empresa ignoraron en repetidas ocasiones sus objeciones.
La carrera de Gibbons en Theranos está documentada en el libro Mala sangre: Secretos y mentiras en una startup de Silicon Valley, y en el segundo episodio del pódcast de ABC News «The Dropout». El actor británico Stephen Fry interpretó a Gibbons en la miniserie biográfica «The Dropout», inspirada en ese pódcast.

## Primeros años y vida familiar
Ian Gibbons nació y creció en Inglaterra, Reino Unido. Su padre prestó servicio en las Fuerzas Armadas británicas, y durante la Segunda Guerra Mundial fue hecho prisionero en el Norte de África, retenido en varios campamentos de Italia y Polonia antes de ser liberado. Ian Gibbons obtuvo el título de doctor en Bioquímica de la Universidad de Cambridge. Tras graduarse, se trasladó a Estados Unidos y cursó una beca posdoctoral en el departamento de Biología Molecular de la Universidad de California, en Berkeley. Gibbons conoció a su esposa Rochelle cuando los dos estudiaban microbiología en Berkeley en 1973, y se casaron en 1975. Rochelle había estudiado además derecho, con especialización en patentes, además de trabajar en el campo de la inmigración.

## Carrera profesional

### Investigación en biotecnología
Durante 30 años, Ian Gibbons se encargó de desarrollar productos terapéuticos y de diagnóstico en varias empresas tecnológicas. En la década de 1980, trabajó en una empresa de biotecnología llamada Syva Company, donde llevó a cabo una investigación innovadora sobre los inmunoensayos. A lo largo de su carrera, el nombre de Gibbons apareció en casi 200 patentes. Mientras trabajaba en Biotrack Laboratories, desarrolló nuevas tecnologías para el análisis de la sangre y consiguió 19 patentes por las técnicas científicas que había creado. En Biotrack, Gibbons trabajó junto a Channing Robertson, quien más tarde lo recomendó para ser el primer científico con experiencia que contratara Theranos. Gibbons, Robertson y otros crearon y patentaron en Biotrack un mecanismo para diluir y mezclar muestras líquidas, unas funciones que se convertirían en la clave del procedimiento de Theranos.

### Theranos

Channing Robertson, antiguo compañero y amigo de Gibbons, lo contrató para trabajar en Theranos como director científico en el año 2005.

En 2005, Elizabeth Holmes, consejera delegada de Theranos, contrató a Ian Gibbons como director científico de la empresa. Gibbons fue el primer científico con experiencia contratado por la empresa, con el cargo de Director Principal de Desarrollo de Ensayos. En un principio fue el director de laboratorio de la empresa y el responsable de desarrollo de productos. En 2007, Gibbons recibió un diagnóstico de cáncer de colon. Estuvo en tratamiento contra el cáncer, incluyendo la quimioterapia y varias cirugías, además de estar ausente durante algún tiempo de Theranos mientras se recuperaba.
En la empresa, Ian Gibbons es autor de 23 patentes en las que también aparecen otros investigadores de Theranos. El nombre de Holmes aparece en 19 patentes relacionadas con Theranos de las que es autor Gibbons. Colaboró en el área de la química sanguínea con Gary Frenzel entre 2005 y 2010, período en el que Gibbons dirigía este departamento. Como director científico, Gibbons solía dar al personal charlas informales sobre bioquímica y sobre la ciencia de los análisis de sangre. Para garantizar el éxito de su producto, Gibbons insistió en que los resultados de los análisis de sangre de los dispositivos de desarrollo de Theranos tenían que coincidir con los resultados de los analizadores de la competencia. Los dispositivos de Theranos a menudo eran una fuente de frustraciones para Gibbons porque se alejaban, en ocasiones bastante, de los resultados de referencia. Su exigencia se convirtió en una fuente de desacuerdos con los ingenieros y los altos directivos de Theranos. La dirección advirtió a los empleados que ponían en duda la precisión de la tecnología. Como resultado de su desesperación, Gibbons le contó a su mujer Rochelle que «nada en Theranos estaba funcionando». La costumbre de Holmes de no facilitar la comunicación entre los departamentos también preocupó a Gibbons. La razón que se dio para ocultar la información fue que la empresa actuaba de manera encubierta para proteger sus secretos comerciales. Sin embargo, la incomunicación impidió que los empleados pudieran resolver los problemas y lograr objetivos comunes. Después de ser destituido, Gibbons empezó a trabajar intensamente con Paul Patel, su sucesor en Theranos. Aunque Gibbons intentó corregir la tecnología para que coincidiera con las exageradas declaraciones de Holmes y el personal de Theranos, sus esfuerzos no tuvieron éxito. Cuando Gibbons intentó advertir a los ejecutivos de Theranos de que la tecnología no funcionaba, sus compañeros le intimidaron y le humillaron por intentar expresarse. En 2006, Gibbons le dijo a Holmes que los análisis de sangre que Theranos había desarrollado aún no eran aptos para ser usados por las personas y que su tecnología patentada no era fiable.
A finales de 2010, Gibbons le contó a su amigo y compañero de confianza Channing Robertson su preocupación por las falsedades de Theranos sobre la eficacia de su tecnología. Robertson advirtió a Holmes de las quejas y de las frustraciones de Gibbons, por lo que éste fue despedido de la empresa. Varios de sus compañeros le defendieron y rápidamente le volvieron a contratar, con menos responsabilidades, para trabajar como asesor técnico del grupo de química que dirigía.

#### Demanda de patentes
En 2011, Ian Gibbons se vio involucrado en un caso de robo de patentes en el que estaban implicados Theranos y Richard Fuisz, un empresario e inventor estadounidense que había sido amigo y vecino de Elizabeth Holmes y su familia. Las dos familias se habían peleado y Holmes había rechazado la oferta de Fuisz de ayudar a Holmes con su invento.
Después de que Fuisz analizara la información sobre las patentes disponibles sobre la tecnología de Theranos, registró su propia patente de un mecanismo para alertar a los médicos que pudiera incorporarse a un dispositivo de análisis y que, según él, no estaba cubierto por ninguna patente de Theranos. Sin ser propietario de esta patente, Theranos habría necesitado una licencia de la patente de Fuisz para incluir las alertas médico/paciente, una función muy deseada en los analizadores médicos. Cuando Theranos descubrió que Fuisz había registrado su patente, respondió presentando una demanda judicial por robo de patente alegando que Fuisz había hecho un uso indebido de la tecnología patentada existente de Theranos.
Mientras investigaba cómo defenderse de la demanda de Theranos, Fuisz observó que Gibbons aparecía a menudo como coinventor con Holmes en muchas de las patentes de Theranos. También notó que había parecidos entre las patentes de Theranos de Gibbons y las que él había presentado mientras trabajaba para una empresa anterior, Biotrack. Como respuesta, Fuisz añadió el nombre de Gibbons a su lista de testigos que debían declarar para responder a unas preguntas sobre la reutilización indebida de su trabajo anterior y la inclusión de Holmes como coinventora.
Ian Gibbons se puso muy nervioso y sufrió una depresión cuando se enteró de que iba a ser citado a declarar. Quería evitar declarar por temor a que su trabajo dependiera de su testimonio. Rochelle Gibbons valoró su estado de ánimo al finalizar su etapa en Theranos: «Para él era un infierno trabajar allí. Fue un completo infierno. Creo que estaba muy confundido sobre por qué le trataban tan mal». Según ella, Gibbons se sintió humillado al ser asociado con los fracasos científicos de la empresa. Se sintió presionado por Theranos para que mintiera sobre el avance de las investigaciones de la empresa. Gibbons creía que, si decía la verdad, perdería su trabajo y tendría pocas perspectivas laborales en el futuro debido a su avanzada edad. Gibbons se sentía en una situación sin salida; pensaba que perjudicaría a la mayoría de la población si no hablaba, pero también que perjudicaría a sus compañeros si aceptaba decir la verdad sobre la falsedad de las máquinas de Theranos.

## Muerte y respuesta de Theranos
El 15 de mayo de 2013, Ian Gibbons recibió la notificación de que tenía que presentarse en las oficinas de los abogados de Fuisz el 17 de mayo para declarar. Un abogado de Theranos, que había estado intentando evitar que declarara, envió por correo electrónico a Gibbons un borrador de un justificante médico que podría modificarse para eximirle de declarar. La noche del 16 de mayo, Gibbons bebió una mezcla de vino y paracetamol. A la mañana siguiente, Rochelle Gibbons lo encontró en el suelo del cuarto de baño, inconsciente y sin apenas respiración. Murió, a los 67 años, de una insuficiencia hepática en un hospital el 23 de mayo de 2013. Cuando Rochelle Gibbons llamó a la oficina de Holmes para informarle de su muerte, Holmes no le contestó. En cambio, la esposa de Gibbons recibió un correo electrónico de un abogado de Theranos en el que se le pedía que devolviera inmediatamente el portátil de la empresa de Gibbons y cualquier información confidencial que pudiera tener en su poder. Holmes envió un correo electrónico a varios compañeros informándoles del fallecimiento de Gibbons y de que se celebraría un funeral; sin embargo, ni Holmes ni su empresa organizaron ningún funeral.

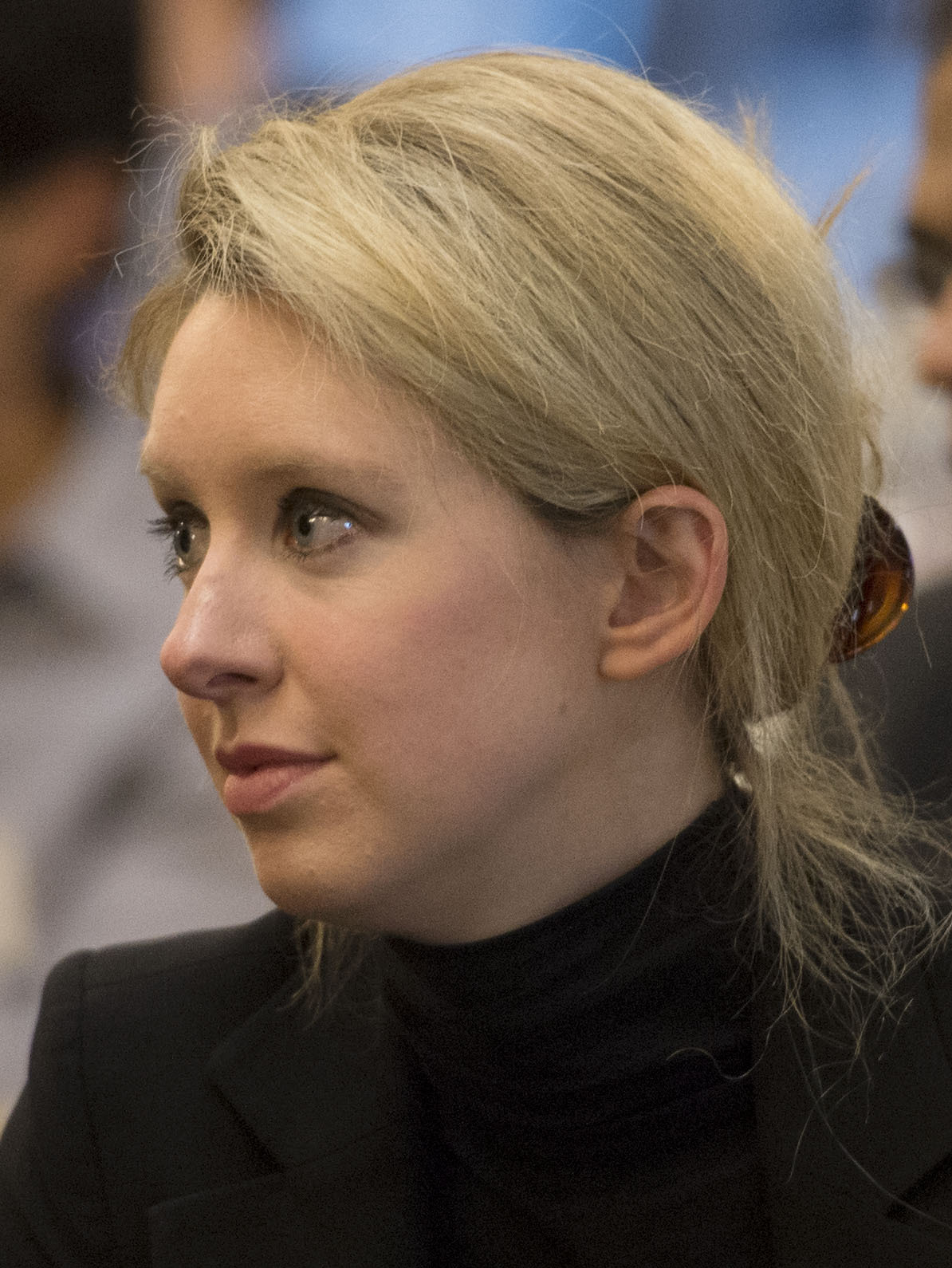
Tras la muerte de Gibbons, los abogados de Theranos amenazaron a su viuda, y Elizabeth Holmes (en la foto) y su socio Sunny Balwani intercambiaron mensajes de texto sobre la posibilidad de presentar una demanda contra ella.

Los abogados representantes de Theranos enviaron a Rochelle Gibbons una carta en la que le comunicaban que emprenderían acciones legales contra ella si se ponía en contacto con algún periodista para hablar de la empresa. Después de su entrevista con un periodista, recibió una carta del bufete de abogados que representa a Theranos, Boies Schiller Flexner LLP, firmada por el abogado Mike Brille. La carta decía: «La empresa no ha querido emprender acciones legales contra la Sra. Gibbons. A no ser que cese inmediatamente estas acciones, no dejará a la empresa otra opción que iniciar un litigio para poner fin definitivamente a estas acciones de una vez por todas». En 2015, The Wall Street Journal publicó una denuncia de Theranos realizada por John Carreyrou, tras la cual, Elizabeth Holmes y su socio Sunny Balwani intercambiaron mensajes de texto sobre la presentación de una demanda contra Rochelle Gibbons. Rochelle Gibbons declaró sobre estas amenazas legales del abogado de Holmes, David Boies, y su bufete de abogados: «Es absurdo que piensen que pueden demandarme por hablar de Ian. Ya saben que no podrían. Imagino que intentaban asustarme, intimidarme para que pensara que me iban a demandar por difamación. Sin embargo, la defensa, la difamación es decir la verdad y por lo que usted sabe que estoy diciendo la verdad aquí, no mintiendo sobre Theranos».
Aunque Ian Gibbons llevaba 10 años trabajando para Theranos, tras su muerte Rochelle Gibbons nunca recibió el pésame de la empresa, ni de Balwani, ni de Holmes. En 2021, Elizabeth Holmes no había vuelto a contactar con Rochelle Gibbons. Gibbons culpó públicamente a Holmes de la muerte de su marido, y consideraba que no se habría suicidado si no hubiese trabajado para Theranos. Gibbons afirmó que Holmes «no se ha arrepentido de ninguna de las cosas que le ha hecho a nadie, de nada».

## En los medios
A principios de 2015, el periodista de The Wall Street Journal John Carreyrou sacó a la luz las prácticas de Theranos y Elizabeth Holmes en varios de sus artículos; a esto le siguieron las investigaciones del gobierno federal estadounidense que llevaron a la quiebra de la empresa en 2018. Carreyrou le dedicó el capítulo 12 de su libro, Mala sangre: Secretos y mentiras en una StartUp de Silicon Valley a Ian Gibbons. Carryrou contó cómo se reunió con Rochelle Gibbons, que aceptó ser una de las fuentes de su libro, en California, dos años después de la muerte de Ian Gibbons. Carreyrou afirmó que el proceso de la entrevista fue difícil para Gibbons; dijo que aún estaba de duelo, que culpaba a Theranos de su muerte y que «hubiera deseado que nunca hubiera trabajado allí».
La trayectoria profesional de Ian Gibbons, su paso por Theranos y su muerte aparecieron en el segundo episodio del podcast de ABC News «The Dropout», presentado por Rebecca Jarvis. Durante el episodio del pódcast de 2019 titulado «The Enforcer», Jarvis entrevista a Rochelle Gibbons, quien también había hablado con la Oficina Federal de Investigación por el caso Estados Unidos v. Elizabeth A. Holmes, et al. En la miniserie biográfica estadounidense The Dropout, basada en el podcast, el actor Stephen Fry interpreta a Gibbons. Durante su investigación para interpretar este personaje, Fry preguntó a la creadora del programa, Elizabeth Meriwether, si era aceptable ponerse en contacto con Rochelle Gibbons. Allí Gibbons habló detenidamente con Fry sobre su marido y le ilustró acerca de su carácter. Antes de entrar en el reparto de la serie, Fry ya había escuchado todo el pódcast. Para Fry, el escándalo Theranos, incluido el suicidio de Gibbons, supone una tragedia de «épica y codicia a lo Shakespeare».
La labor de Ian Gibbons al intentar sacar a la luz la imprecisión de las máquinas de análisis de Theranos se puso de relieve en un artículo publicado en 2022 en la revista Science and Engineering Ethics sobre la ética en la investigación científica. El profesor de gestión de la Universidad de Stanford Robert E. McGinn hizo hincapié en el papel de los científicos de Theranos, que intentaron sin éxito dar una respuesta ejemplar a los retos éticos planteados por la dirección de la empresa. McGinn indicó que los «esfuerzos de Gibbons por evitar un peligro irrazonable fueron de una responsabilidad ética digna de admiración». En un artículo de 2022 para la revista Frontiers in Sociology, los profesores de la Universidad del Sur de Florida Lily M. Abadal y Garrett W. Potts calificaron la gestión en Theranos como una forma de «daño moral crónico» (CH-MI). Los profesores llegaron a la conclusión de que «el reciente escándalo de gestión en Theranos... alimentó el CH-MI, conduciendo a la muerte prematura e inesperada de Gibbons».

### Capítulos de libros
- Edwin F. Ullman; I. Gibbons; D. Litman (Enero 1983), «Homogeneous Immunoassays and Immunometric Assays Employing Enzyme Channeling.»,  en John H. Rippey and Robert M. Nakamura, ed., Diagnostic Immunology: Technology Assessment and Quality Assurance, College of American Pathologists, pp. 31-46.

- Ian Gibbons (Enero 1985), «Nonseparation Enzyme Immunoassays for Macromolecules», Enzyme-Mediated Immunoassay, Springer, pp. 121-143, ISBN 978-1-4684-5014-9, doi:10.1007/978-1-4684-5012-5_8.

- Ian Gibbons; Robert K. DiNello; Roger R. Greenburg; John Olson; Edwin F. Ullman (1985), «Sensitive Homogenous Enzyme Immunoassays for Microbial Antigens», Rapid Detection and Identification of Infectious Agents, Academic Press, pp. 155-163, ISBN 9780124085503, doi:10.1016/B978-0-12-408550-3.50014-3.

- Ian Gibbons; Richard Armenta; Robert K. DiNello; Edwin F. Ullman (1987), «Nonseparation enzyme channeling immunometric assays», Methods in Enzymology (Academic Press) 136: 93-103, ISBN 9780121820367, ISSN 0076-6879, PMID 3316931, doi:10.1016/S0076-6879(87)36011-2.
- Travis D. Boone; Antonio J. Ricco; Philip Gooding; Torleif O. Björnson; Sharat Singh; Vivian Xiao; Ian Gibbons; Stephen J. Williams et al. (2000), «Sub-Microliter Assays and DNA Analysis on Plastic Microfluidics», Micro Total Analysis Systems 2000, Springer, pp. 541-544, ISBN 978-90-481-5496-8, doi:10.1007/978-94-017-2264-3_127 .
- Travis D. Boone; Z. Hugh Fan; Ian Gibbons; Antonio J. Ricco; Alexander Sassi; Sharat Singh; Dennis Slomski; Hongdong Tan; Stephen J. Williams; Vivian Xiao; Qifeng Xue (2001), «Disposable Plastic Microfluidic Arrays for Applications in Biotechnology», Transducers '01 Eurosensors XV, Springer, pp. 1118-1121, ISBN 978-3-540-42150-4, doi:10.1007/978-3-642-59497-7_264.

### Artículos de prensa
- Ian Gibbons, Carl Skold, Gerald L. Rowley, Edwin F. Ullman (Febrero 1980), «Homogeneous enzyme immunoassay for proteins employing β-galactosidase», Analytical Biochemistry 102 (1): 167-170, ISSN 0003-2697, OCLC 01481077, PMID 6766686, doi:10.1016/0003-2697(80)90334-6. - mientras trabajaba en el Syva Research Institute de Palo Alto (California).
- I Gibbons, T M Hanlon, C N Skold, M E Russell, E F Ullman (1 de septiembre de 1981), «Enzyme-enhancement immunoassay: A homogeneous assay for polyvalent ligands and antibodies», Clinical Chemistry 27 (9): 1602-1608, PMID 6790197, doi:10.1093/clinchem/27.9.1602.
- Ian Gibbons, Gerald L Rowley, Edwin F Ullman (1985), «Charge effects in enzyme immunoassays», Biotechnology Advances 3 (1): 126-127, doi:10.1016/0734-9750(85)90188-0.
- Richard Armenta, Thomas Tarnowski, Ian Gibbons, Edwin F. Ullman (Abril 1985), «Improved sensitivity in homogeneous enzyme immunoassays using a fluorogenic macromolecular substrate: An assay for serum ferritin», Analytical Biochemistry (Elsevier) 146 (1): 211-219, PMID 3922243, doi:10.1016/0003-2697(85)90418-X.
- Carl N. Skold, Ian Gibbons, Mary E. Russell, Eusebio Juaristi, Gerald L. Rowley, Edwin F. Ullman (18 de julio de 1985), «Action of β-galactosidase on novel synthetic macromolecular substrates. A processive enzymic reaction controlled by coulombic interactions», Biochimica et Biophysica Acta (BBA) - Protein Structure and Molecular Enzymology 830 (1): 64-70, PMID 2410029, doi:10.1016/0167-4838(85)90132-3.
- Richar Armenta, Ian Gibbons, John Olson (1987), «Reducing background interference activity in enzyme-label immunoassays», Biotechnology Advances 5 (2): 357, doi:10.1016/0734-9750(87)90576-3.
- C Skold; I Gibbons; D Gould; E F Ullman (15 de mayo de 1987), «Monoclonal antibodies to glucose-6-phosphate dehydrogenase (G6PDH) form cyclic 1:1 complexes with G6PDH and act as regulatory subunits.», The Journal of Immunology 138 (10): 3408-3414, PMID 2437192, S2CID 24513658, doi:10.4049/jimmunol.138.10.3408.
- E F Ullman, T Tarnowski, P Felgner, I Gibbons (1 de septiembre de 1987), «Use of liposome encapsulation in a combined single-liquid reagent for homogeneous enzyme immunoassay», Clinical Chemistry 33 (9): 1579-1584, PMID 3304713, doi:10.1093/clinchem/33.9.1579.
- Litai Weng, Ian Gibbons, Edwin Ullman (January 1987), «Homogeneous enzyme specific binding assay on non-porous surface», Biotechnology Advances (Elsevier) 5 (1): 159, ISSN 0734-9750, OCLC 08838531, doi:10.1016/0734-9750(87)90066-8.
- E Eisenstein, M.S. Han, T.S. Woo, J.M. Ritchey, I Gibbons, Y.R. Yang, H.K. Schachman (15 de noviembre de 1992), «Negative complementation in aspartate transcarbamylase. Analysis of hybrid enzyme molecules containing different arrangements of polypeptide chains from wild-type and inactive mutant catalytic subunits.», Journal of Biological Chemistry 267 (31): 22148-22155, ISSN 0021-9258, OCLC 54114375, PMID 1429567, doi:10.1016/S0021-9258(18)41647-X.
- Ian Gibbons (1 de junio de 2000), «Microfluidic arrays for high-throughput submicroliter assays using capillary electrophoresis», Drug Discovery Today (Elsevier) 5 (Supplement 1): 33-36, ISSN 1359-6446, doi:10.1016/S1359-6446(00)01498-7.

### Obras citadas
Carreyrou, John (2020), Mala sangre: Secretos y mentiras en una StartUp de Silicon Valley (paperback edición), New York: Vintage Books: Penguin Random House LLC, ISBN 978-0525431992, OCLC 1059317847.